# Byasa laos
Byasa laos is een vlinder uit de familie van de pages (Papilionidae). De wetenschappelijke naam van de soort is voor het eerst geldig gepubliceerd in 1927 door Norman Denbigh Riley & Godfrey.